# Гузен негонен
„Гузен негонен“ (на английски: The Gulit Trip) е американски комедиен филм от 2012 г. на режисьора Ан Флечър, по сценарий на Дан Фогелман, с участието на Барбра Страйсънд и Сет Роугън, които също са изпълнителни продуценти на филма. Филмът е пуснат на 19 декември 2012 г. Получава смесени отзиви от критиците. Печели 41 млн. щ.д. с производствен бюджет от 40 млн. щ.д.

## Актьорски състав
| Актьор           | Роля                  |
| ---------------- | --------------------- |
| Барбра Страйсънд | Джойс Брюстър         |
| Сет Роугън       | Анди Брюстър          |
| Брет Кълън       | Бенджамин Гроу        |
| Адам Скот        | Андрю Марголис младши |
| Ари Грейнър      | Джойс Марголис        |
| Кейси Уилсън     | Аманда Дарлингсън     |
| Колин Ханкс      | Роб О'Фаръл           |
| Ивон Страховски  | Джесика               |
| Джеф Кобър       | Джими                 |
| Мириам Марголис  | Анита                 |
| Кати Нанджими    | Гейл                  |
| Дейл Дики        | Тами                  |
| Нора Дън         | Ейми                  |
| Брандън Кийнър   | Райън Макфий          |
| Дани Пуди        | Санджай               |
| Рик Гонзалес     | Марк                  |
| Майкъл Касиди    | Фалшивият Анди        |
| Еди Шин          | Крис Чунг             |
| Аманда Уолш      | Лиса                  |